# Castello di Bolton
Il castello di Bolton (Bolton castle) è un castello del quattordicesimo secolo situato vicino al villaggio di Castle Bolton a Wensleydale, nello Yorkshire, in Inghilterra. Il castello fa parte dei Monumenti classificati di Grade I ed è un cosiddetto Scheduled monument. L'edificio appartiene ai membri della famiglia Scrope da generazioni.

## Storia
Il castello fu costruito tra il 1378 e il 1399 dall'architetto e maestro muratore John Lewyn e progettato da Richard, primo barone Scrope di Bolton. La licenza per costruire la struttura fu concessa nel luglio del 1379. Il costo dell'edificio fu stimato a 18.000 marchi. L'antiquario John Leland, che visse nel sedicesimo secolo, documentò la presenza di un "orologio astronomico" nel cortile del castello asserì che il fumo proveniente dal focolare della sala principale "attraversava i tunnel dell'edificio". Il castello di Bolton fu anche descritto da Francis Knollys, che definì le sue mura "le più alte di qualsiasi dimora che avesse mai visto".
Nel 1536 John Scrope appoggiò la ribellione del Pellegrinaggio di Grazia contro le riforme religiose del sovrano Enrico VIII e donò ad Adam Sedbar, abate dell'abbazia di Jervaulx, il santuario del castello. In seguito, Scrope fuggì a Skipton inseguito dagli uomini del re mentre Sedbar fu catturato e giustiziato. Per punizione, il re fece incendiare il castello. Nel giro di qualche anno, furono riparati alcuni dei danni dovuti al rogo e Sir John riottenne la sua posizione in Parlamento.
Dalla metà del 1568 agli inizi del 1569, il castello di Bolton ospitò la regina di Scozia Maria Stuarda, che era reduce dalla battaglia di Langside.
Nel 1630, in seguito alla morte di Emanuel Scrope, primo conte di Sunderland, che era rimasto senza figli legittimi, il castello di Bolton fu ereditato da Mary, la maggiore delle sue tre figlie illegittime, che sposò Charles Paulet, I duca di Bolton.
Il castello è attualmente di proprietà del loro discendente, Harry Algar Nigel Orde-Powlett, ottavo barone Bolton.